# Palembang
Palembang város Indonéziában, Szumátra délkeleti részén. Sumatera Selatan (Dél-Szumátra) tartomány székhelye. Medan után Szumátra 2. legnagyobb városa, lakossága 1,45 millió fő volt 2010-ben. A Musi folyó partján fekszik.
Az 5-11. században a Sri Vidzsaja (Szrividzsaja) buddhista királyság fővárosa volt. 1500 körül muszlim hitre térítették a lakosságot. 
Ma iparváros, közigazgatási és kulturális központ. Jelentős a kőolaj- és petrolkémiai ipar. Kiemelkedőbb még a hajógyártás, élelmiszer- és textilipar. Fontos exportkikötő. 

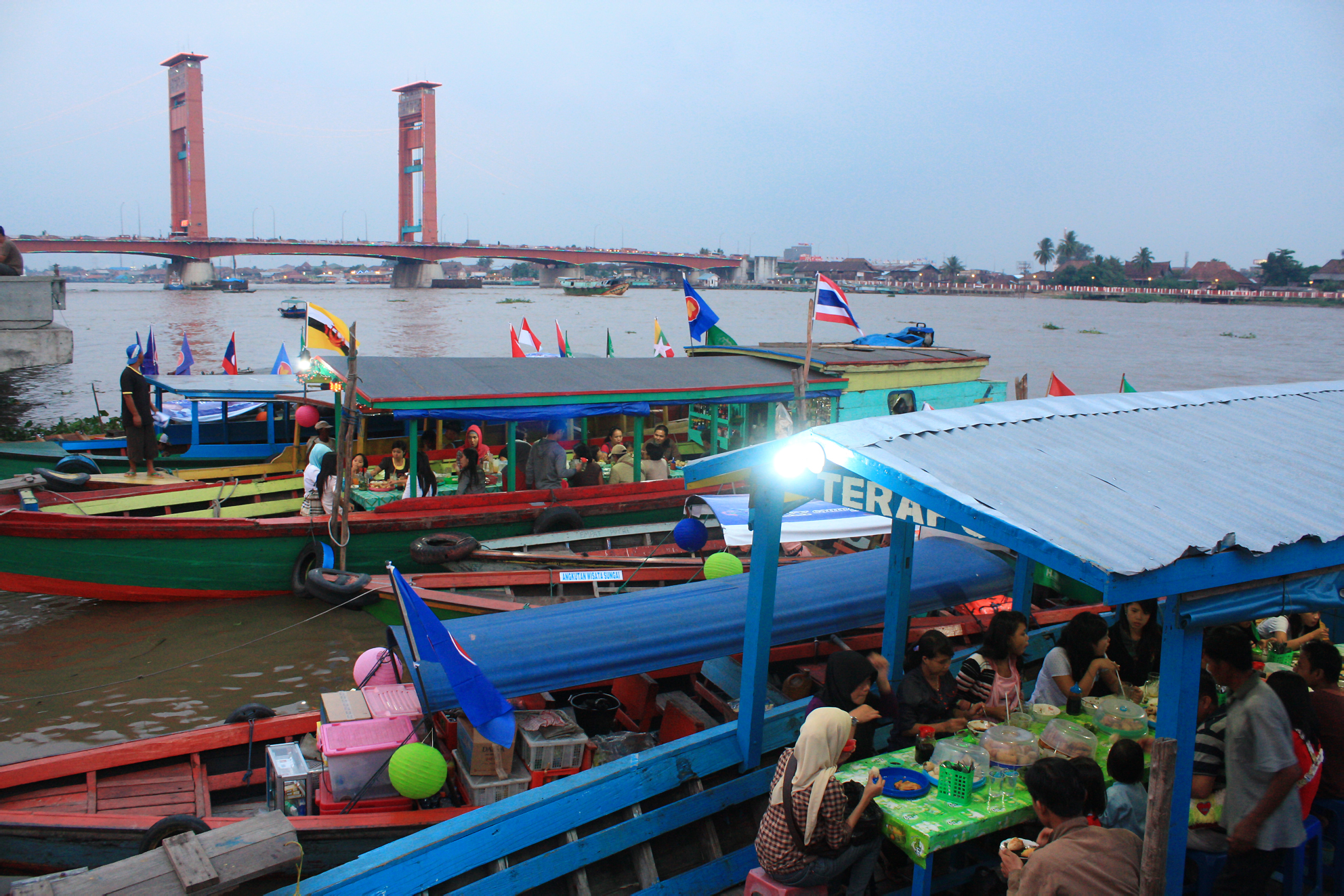
Látkép a Musi-folyó hídjával (Ampera)

## Fordítás
- Ez a szócikk részben vagy egészben  a   Palembang című angol Wikipédia-szócikk fordításán alapul.  Az eredeti cikk szerkesztőit annak laptörténete sorolja fel. Ez a jelzés csupán a megfogalmazás eredetét és a szerzői jogokat jelzi, nem szolgál a cikkben szereplő információk forrásmegjelöléseként.
- Ez a szócikk részben vagy egészben  a   Palembang című német Wikipédia-szócikk fordításán alapul.  Az eredeti cikk szerkesztőit annak laptörténete sorolja fel. Ez a jelzés csupán a megfogalmazás eredetét és a szerzői jogokat jelzi, nem szolgál a cikkben szereplő információk forrásmegjelöléseként.